# 신현동 (시흥시)
신현동(新峴洞)은 대한민국 경기도 시흥시의 행정동이다. 조선시대는 인천부 신현면이었다가 1914년 3월 1일에는 부천군 소래면, 1980년 12월 1일에 소래읍으로 승격하였다. 그 후 1989년 1월 1일 소래읍이 방산포 미산리와 수암면의 하중리가 합하여 신관동으로 되었다가 1992년 1월 1일 시흥시 행정구역 동명칭 변경조례에 의거 신현동으로 개칭되어 오늘에 이르고 있다.
신현동은 전체 면적이 12.79km2로 시흥시의 중북부에 위치하여 서쪽에는 인천시 남동구가, 동쪽으로는 시흥시 매화동, 은행동이 접해 있으며 국도 제39호선이 북쪽에서 남쪽으로 관통하며 지방도로 공단로가 부천시 소사구와 시흥시 시화공단 간을 관통하여 뻗어 있으며, 10개의 고층아파트 단지와 17개의 자연부락 원주민간 화합과 융화로움이 있는 도농 복합형태의 구조를 이루고 있다.

## 법정동
- 방산동(芳山洞)
- 포동(浦洞)
- 미산동(米山洞)

## 교육
- 포리초등학교

## 문화
- 포동 은행나무 (향토유적 제11호)
- 학미산